# Gero Weinreuter
Gero Weinreuter (* 30. Januar 1971 in Tübingen) ist ein deutscher Filmregisseur.

## Leben
Nach Abschluss der Lehre als Dekorateur begann Gero Weinreuter 1993 als Werbe-Regisseur bei av-studios. Innerhalb von fünf Jahren entstanden zahlreiche Werbe- und Imagefilme.
Im September 1998 gründete Gero Weinreuter zusammen mit Andreas Kunert die Werbefilmproduktion „Leithaus GmbH Filmproduktion“. Nach 16 Jahren Werbeerfahrung konzentriert sich Gero Weinreuter auf die Regie von Fernsehserien und Fernsehfilme.

## Filmografie (Auswahl)
- 2007–2008: Notruf Hafenkante (5 Episoden)
- 2007–2008: Die Rettungsflieger (5 Episoden)
- 2008: Die Gerichtsmedizinerin (2 Episoden)
- 2009–2024: SOKO Stuttgart (46 Episoden)
- 2010: Ein Sommer in Marrakesch
- 2011: Inga Lindström: Das dunkle Haus
- 2013: Heldt – Pilot-Folge
- 2013: Lotta & die frohe Zukunft
- 2014–2019: Dr. Klein (23 Episoden)
- 2015: SOKO Köln (3 Episoden)
- 2016–2018: Die Spezialisten – Im Namen der Opfer (11 Episoden)
- 2020–2022: Blutige Anfänger (12 Episoden)
- 2024: In aller Freundschaft (3 Episoden)